# Sally Menke
Sally JoAnne Menke (Mineola, 17 december 1953 – Los Angeles, 27 september 2010) was een Amerikaans filmmonteur. Ze was vooral bekend van haar samenwerkingen met regisseur Quentin Tarantino.

## Carrière
Sally Menke werd in 1953 geboren in Mineola (New York). Ze studeerde aan Tisch School of the Arts, de filmschool van New York University, en behaalde in 1977 haar bachelordiploma. 
Aan het begin van haar carrière monteerde ze hoofdzakelijk documentaires voor het tv-netwerk CBS. Haar filmdebuut als monteur maakte ze in 1983 met de komedie Cold Feet. Begin jaren 1990 leerde ze regisseur Quentin Tarantino kennen, toen die op zoek was naar een monteur voor zijn debuutfilm Reservoir Dogs (1992). Menke werd in dienst genomen, waarna ze uitgroeide tot de vaste monteur van de regisseur. Voor haar montage van zowel Pulp Fiction (1994) als Inglourious Basterds (2009) ontving ze een Oscarnominatie.
Op 27 september 2010 kwam Menke in Los Angeles onverwacht om het leven tijdens een wandeling met haar hond. De lijkschouwer concludeerde later dat haar dood veroorzaakt was door de hitte. Op de dag van haar overlijden was het 45° C in het centrum van Los Angeles.

## Prijzen en nominaties
| Film                        | Prijs         | Categorie     | Uitslag     |
| --------------------------- | ------------- | ------------- | ----------- |
| Pulp Fiction (1994)         | Academy Award | Beste montage | Genomineerd |
| Pulp Fiction (1994)         | BAFTA Award   | Beste montage | Genomineerd |
| Kill Bill: Vol. 1 (2003)    | BAFTA Award   | Beste montage | Genomineerd |
| Inglourious Basterds (2009) | Academy Award | Beste montage | Genomineerd |
| Inglourious Basterds (2009) | BAFTA Award   | Beste montage | Genomineerd |

## Filmografie
- Cold Feet (1983)
- Teenage Mutant Ninja Turtles (1990)
- The Search for Signs of Intelligent Life in the Universe (1991)
- Reservoir Dogs (1992)
- Heaven & Earth (1993)
- Pulp Fiction (1994)
- Four Rooms (1995) (segment: The Man from Hollywood)
- Mulholland Falls (1996)
- Nightwatch (1997)
- Jackie Brown (1997)
- All the Pretty Horses (2000)
- João Mata Sete (2000)
- Daddy and Them (2001)
- Kill Bill: Vol. 1 (2003)
- Kill Bill: Vol. 2 (2004)
- Grindhouse (2007) (segment: Death Proof)
- Inglourious Basterds (2009)
- Peacock (2010)